# Karèn Karapetian
Karèn Vilhelmí Karapetian (en armeni: Կարեն Կարապետյան; n. Stepanakert, Alt Karabakh, 14 d'agost de 1963) és un polític armeni.
De 2010 a 2011 va ser Alcalde de la ciutat d'Erevan. Entre 2016 i 2018 va ser Primer Ministre d'Armènia.